# Селенид платины
Селенид платины — бинарное неорганическое соединение
платины и селена
с формулой PtSe,
кристаллы.

## Получение
- В природе встречается минерал любероит — Pt5Se4 [1].

- Сплавление стехиометрических количеств чистых веществ:

{\displaystyle {\mathsf {Pt+Se\ {\xrightarrow {1055^{o}C}}\ PtSe}}}

## Физические свойства
Селенид платины образует кристаллы
моноклинной сингонии, пространственная группа P 21/c, параметры ячейки a = 0,65806 нм, b = 0,46248 нм, c = 1,1115 нм, β = 78,40°
.
Соединение плавится при температуре 1055°C.
Соединение имеет широкую область гомогенности PtSe0,70÷PtSe0,85 и ему приписывают формулу Pt5Se4.